# Edward Morley
Pour les articles homonymes, voir Morley.
Edward Williams Morley (29 janvier 1838-24 février 1923) est un scientifique américain.
Morley naquit à Newark et grandit à West Hartford où une école primaire porte désormais son nom. Il alla au Williams College dont il sortit en 1860.
De 1869 à 1906, il fut professeur de chimie au Western Reserve College (de nos jours université Case Western Reserve).
Il passa à la postérité lorsqu'il réalisa l'expérience de Michelson et Morley avec Albert Abraham Michelson en 1887. Aucun des deux ne parvint à tirer la conclusion que leur expérience réfutait l'hypothèse de l'éther. Cependant, d'autres scientifiques le firent et le débat créé par leur expérience conduisit finalement aux travaux d'Einstein sur la théorie de la relativité. Morley travailla aussi avec Dayton Miller (en) sur d'autres expérimentations concernant l'éther après cette expérience avec Michelson.
Morley travailla également sur la composition en dioxygène de l'atmosphère terrestre, sur la dilatation thermique et la vitesse de la lumière dans un champ magnétique. Ses travaux sur la détermination du rapport entre la masse de l'oxygène et celle de l'hydrogène lui valurent la médaille Davy en 1907.

## Récompenses et distinctions
- 1907 : médaille Davy
- 1917 : prix Willard-Gibbs